# Широке (Кальміуський район)
Широ́ке — село в Україні, у Кальміуській міській громаді Кальміуського району Донецької області. Населення становить 33 осіб.

## Загальні відомості
Відстань до райцентру становить близько 33 км і проходить автошляхом місцевого значення.
Із 2014 р. внесено до переліку населених пунктів на Сході України, на яких тимчасово не діє українська влада. Селом тече Балка Широка.

## Населення
За даними перепису 2001 року населення села становило 33 особи, з них 6,06 % зазначили рідною мову українську та 93,94 % — російську.